# Elektrownia jądrowa Shippingport

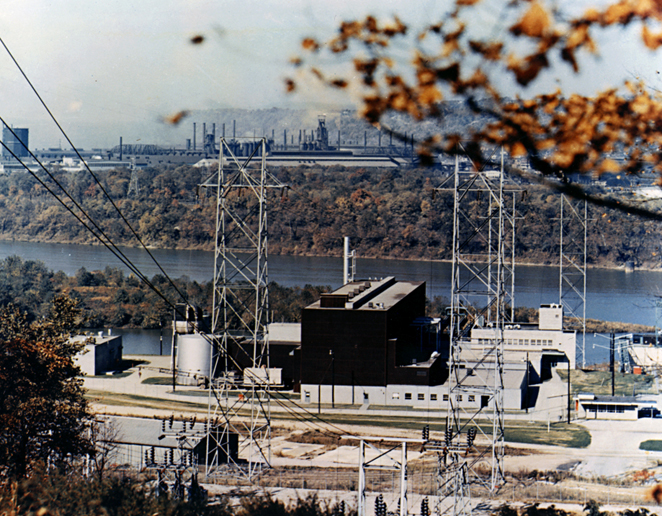

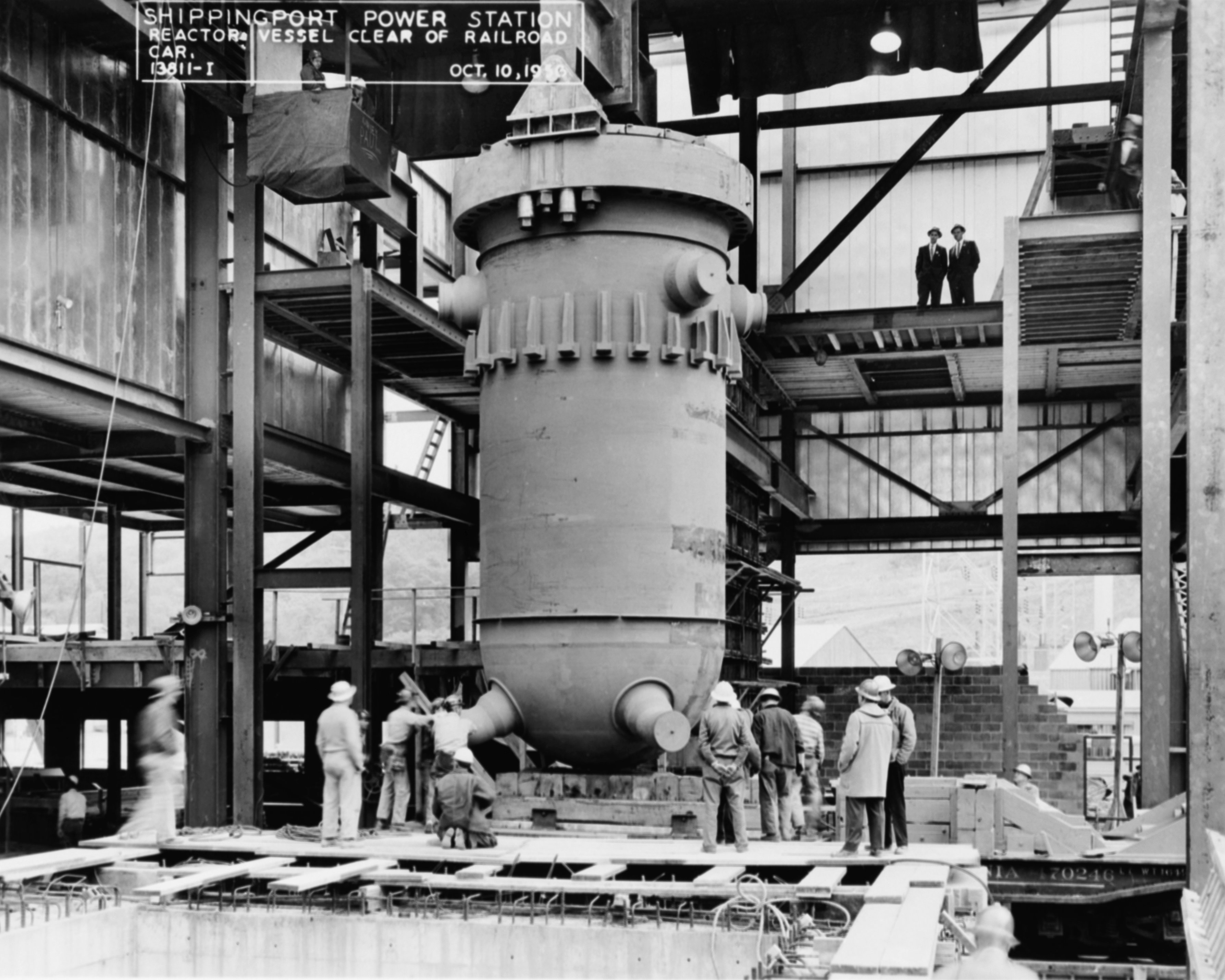
Instalacja obudowy reaktora – zdjęcie z 1956

Elektrownia jądrowa Shippingport (ang. Shippingport Atomic Power Station) w stanie Pensylwania – nieistniejąca już elektrownia jądrowa w Stanach Zjednoczonych. Była pierwszą komercyjną elektrownią jądrową w Ameryce i drugą (po brytyjskiej elektrowni Calder Hall) na świecie.
Elektrownię wzniesiono w miejscowości Shippingport nad rzeką Ohio, ok. 50 km na zachód od Pittsburgha w stanie Pensylwania. Jej budowa była finansowana przez amerykański Departament Energii (DOE). Projekt elektrowni powstał w Bettis Laboratory, a kierownictwo techniczne nad nim piastował admirał Hyman Rickover.
Budowę elektrowni rozpoczęto w niecodzienny i spektakularny sposób 6 września 1954 r. W dniu tym ówczesny prezydent Stanów Zjednoczonych D. Eisenhower przy pomocy „czarodziejskiej pałeczki” uruchomił ze studia telewizyjnego w Denver zdalnie sterowaną koparkę, która rozpoczęła pracę na placu budowy. Uruchomienie elektrowni (pierwsza reakcja łańcuchowa) miała miejsce 2 grudnia 1957, dokładnie w 15. rocznicę uruchomienia przez E. Fermiego w Chicago pierwszego reaktora jądrowego na świecie. Oficjalne otwarcie zakładu odbyło się 26 maja 1958.
W elektrowni Shippingport zastosowano pierwszy w zastosowaniach energetycznych reaktor moderowany i chłodzony zwykłą wodą. Był to ciśnieniowy reaktor wodny typu PWR (z ang. Pressurized Water Reactor) serii Mark-I, taki, jaki opracowano do napędu okrętów podwodnych i jaki napędzał słynnego „Nautilusa”. Elektrownia eksploatowała tylko ten jeden reaktor jądrowy o mocy cieplnej wynoszącej 225 MW i o mocy elektrycznej netto 60 MW.
Elektrownia w Shippingport z reaktorem PWR pracowała do 1974 r. Po przerwie i niezbędnej przebudowie w grudniu 1977 r. w zbiorniku starego reaktora ciśnieniowego umieszczono nowy rdzeń reaktora eksperymentalnego reaktora lekkowodnego powielającego typu LWBR (z ang. Light Water Breeder Reactor). Rdzeń ten oprócz paliwa rozszczepialnego, tj. uran U-235, zawierał również materiał paliworodny, którym w tym przypadku był tor Th-232. Przez kolejne pięć lat reaktor ten wyprodukował ok. 10 mln MWh energii elektrycznej.
Reaktory typu LWBR nie przyjęły się w energetyce komercyjnej ze względu na wysokie koszty budowy i eksploatacji. Reaktor w Shippingport został wyłączony 1 października 1982 r. W chwili wyłączenia rdzeń reaktora zawierał 1,3% paliwa więcej, niż w momencie jego uruchomienia. Rozbiórka elektrowni rozpoczęła się we wrześniu 1985 r. i kosztowała 98 milionów dolarów (wycena z 1985 r.). Sam reaktor po demontażu trafił na specjalne składowisko w Hanford w stanie Waszyngton.
W 1976 na terenie przylegającym do elektrowni otwarto elektrownię jądrową Beaver Valley, która działa do dziś.
Dzięki USA w 1981 roku wszystkie reaktory jądrowe posiadały łączną moc ponad 55 000 MW, a 6 lat później ponad 90 000 MW.